# Agrippa Castor
Agrippa Castor (Kr. u. 2. század) ókeresztény író.

## Élete
Az első olyan író, aki cáfolta Baszileidész és általánosságban a gnosztikusok tanait. Kr. u. 135 körül írt Cáfolat című műve nem maradt fenn, csak Caesareai Euszebiosz egyháztörténete közöl egy rövid tartalomjegyzéket belőle. Életének részletei nem ismertek.